# Дяченко Анатолій Михайлович
Анатолій Михайлович Дяченко (нар. 25 березня, 1953, Полтава) — радянський футболіст, український футбольний функціонер. Грав за «Колос» (Полтава). Голова Полтавської обласної федерації футболу, голова Комітету з розвитку футболу в регіонах «Рада регіонів ФФУ», голова Інспекторського комітету Федерації футболу України, член Президії ФФУ. Нагороджений найвищим почесним знаком ФФУ «Відзнака президента Федерації футболу України» (2001). Заслужений працівник фізичної культури і спорту України (2003). Орден «За заслуги» III ступеня (2006).

## Життєпис
Українець. Від 1970 до 1982 року виступав за команду майстрів «Будівельник»/«Колос» (Полтава) у другій лізі чемпіонату СРСР.
З 1982 працював інструктором у спортивному товаристві «Колос» (Полтава) та обласному спортивному комітеті. У період з 1986 по 1991 роки працював в Полтавському обласному спортивному комітеті на посаді начальника відділу футболу. Від 1988 до 1991 — член президії Федерації футболу УРСР при Держкомспорті УРСР.
У 1991 році очолив Полтавську обласну федерацію футболу, яку очолює досі; член Виконавчого комітету Федерації футболу України (з 1991).
Делегат Федерації футболу України у вищому дивізіоні України з 1992 року. З 1995 — член Президії ФФУ. З 1997 року — член бюро професійної футбольної Ліги України, з 1998 року — член виконавчого комітету Асоціації аматорського футболу.
Закінчив Смоленський педагогічний інститут, факультет фізичного виховання за фахом «тренер-викладач фізичного виховання» (1995).
У 1995 році обраний Головою Інспекторського комітету Федерації футболу України. З 16 серпня 2000 р. — голова Комітету з розвитку футболу в регіонах «Рада регіонів ФФУ».
Нагороджений найвищим почесним знаком ФФУ «Відзнака президента Федерації футболу України» (2001). 24 березня 2003 року Указом Президента України за вагомий особистий внесок у розвиток фізичної культури і спорту отримав звання «Заслужений працівник фізичної культури і спорту України», у 2006 році функціонера нагороджено орденом «За заслуги» III ступеня (2006).
Одружений, має сина.